# Вілкавішкіський район
Вілкавішкіський район (лит. Vilkaviškio rajono savivaldybė) — муніципалітет районного рівня на півдні Литви, що знаходиться у Маріямпольському повіті. Адміністративний центр — місто Вілкавішкіс.

## Адміністративний поділ і населені пункти

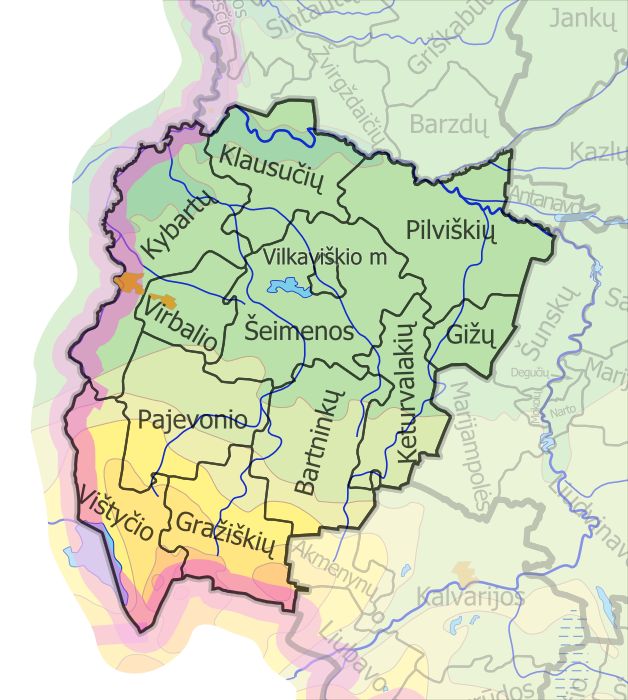
Староства Вілкавішкіського району

Вілкавішкіський район підрозділяється на 12 староств:
- Бартнінкяйське (лит. Bartninku seniunija);
- Гіжайське (лит. Gizu seniunija);
- Гражішкяйське (лит. Graziskiu seniunija);
- Кетурвалакіське (лит. Keturvalakiu seniunija);
- Кібартяйське (лит. Kybartu seniunija);
- Клаусучяйське (лит. Klausuciu seniunija);
- Паєвоніське (лит. Pajevonio seniunija);
- Пільвішкське (лит. Pilviskiu seniunija);
- Шейменське (лит. Seimenos seniunija);
- Вілкавішкіське міське (лит. Vilkaviskio miesto seniunija);
- Вірбальське (лит. Virbalio seniunija);
- Віштітське (лит. Vistycio seniunija)[1].

Район містить 3 міста — Кібартай, Вілкавішкіс та Вирбаліс; 5 містечок — Бартнінкай, Гражишкяй, Кетурвалакяй, Пилвишкяй і Виштитіс; 384 сіл.
Чисельність населення найбільших поселень (2001):
- Вілкавішкіс — 13 283 осіб
- Кибартай — 6556 осіб
- Пилвишкяй — 1493 осіб
- Вирбаліс — 1351 осіб
- Паєвоніс — 576 осіб
- Стотіс — 571 осіб
- Паєжеряй — 569 осіб
- Виштитіс — 566 осіб
- Гедряй — 565 осіб
- Дварнеї — 554 осіб

## Населення
Згідно з переписом 2011 року населення району складало 42504 осіб:
Етнічний склад:
- Литовці — 97,94 % (41629 осіб);
- Росіяни — 0,66 % (282 осіб);
- Цигани — 0,29 % (125 осіб);
- Поляки — 0.16 % (69 осіб);
- Німці — 0,13 % (59 осіб);
- Білоруси — 0,09 % (41 осіб);
- Українці — 0,07 % (31 осіб);
- Інші — 0,63 % (268 осіб).

## Природа і географія
Район займає на півдні частину височини Судува (висота до 282 м), на півночі — низовину Шяшупе (найнижче місце, 24 м).
Через район протікає річка Шяшупе з лівими притоками Раусве та Ширвінт. Лісом покрито тільки 7,6 % території (найнижчий показник в країні). Переважають змішані ліси.
Середня температура січня -4.3 °C, липня +17,5 °С. Середньорічна кількість опадів ~ 600 мм. Глибина снігу — 13-25 см.